# Særlig repræsentant for FN's generalsekretær
En særlig repræsentant for FN's generalsekretær (engelsk: Special Representative for the Secretary-General, forkortet SRSG) er en højt respekteret ekspert, der er udpeget af FN's generalsekretær til på dennes vegne at mødes med statsoverhoveder og diskutere kritiske sager om menneskerettigheder. De særlige repræsentanter kan gennemføre besøg i berørte lande for at undersøge påstande om overgreb på sådanne rettigheder og i øvrigt forhandle på vegne af generalsekretæren og FN.

## Nuværende særlige repræsentanter
- Margot Wallström, særlig repræsentant for begrænsning af risiko for katastrofer
- Yash Ghai, særlig repræsentant for menneskerettigheder i Cambodia
- Radhika Coomaraswamy, særlig repræsentant for børn og væbnede konflikter
- Hina Jilani, særlig repræsentant for menneskerettighedsforkæmpere
- Walter Kalin, særlig repræsentant for menneskerettigheder for internt fordrevne personer
- John Ruggie, særlig repræsentant for menneskerettigheder i forhold til transnationale virksomheder og andre store virksomheder
- Lamberto Zannier, SRSG og leder af FN's midlertidige administrative mission i Kosovo (UNMIK)
- Staffan de Mistura, SRSG og leder af FN's hjælpemission i Afghanistan (UNAMA)
- David Nabarro, særlig repræsentant for fødevare- og næringssikkerhed og koordinator for højniveau task forcen for kriser inden for fødevaresikkerhed (HLTF)

## Tidligere særlige repræsentanter
- Martti Ahtisaari, SRSG for Namibia
- Jan Pronk, SRSG for Sudan
- Sergio Viera de Mello, SRSG for Østtimor og Irak
- Jean Arnault, SRSG for Afghanistan
- Bernard Kouchner, SRSG for Kosovo
- Jacques Paul Klein, SRSG for Liberia

## Særlig rådgiver
- Juan E. Méndez, særlig rådgiver for forhindring af folkemord